# Lago Sabine
El lago Sabine (en inglés: Sabine Lake) es un estuario de agua salobre de Estados Unidos localizado en la costa del golfo de México, en la frontera entre Texas y Luisiana. Es el sexto lago de agua salada más grande del país y es también el tercer lago más grande del estado de Luisiana. Lleva su nombre por el río Sabine, nombrado por los españoles por las sabinas que encontraron en su curso.
El lago forma parte de la vía de navegación Sabine–Neches Waterway, parte del canal Intracostero del Golfo.

## Geografía

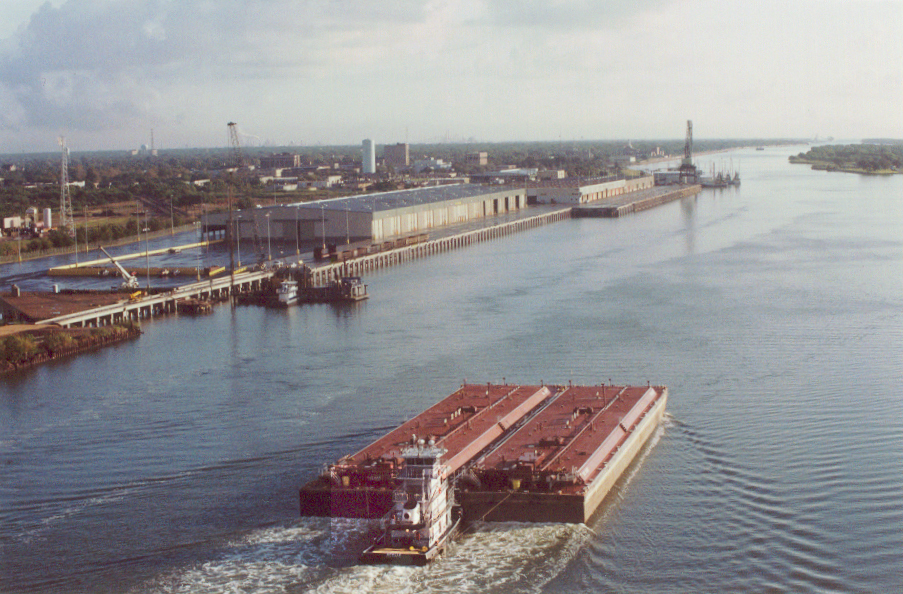
Vista del puerto de la ciudad de Port Arthur

El lago Sabine, de unos 23 km de largo y 11 km de ancho, está formado por la confluencia de los ríos Sabine y Neches. A través de su salida al mar de 8 km de largo, el paso Sabine (Sabine Pass), el lago Sabine drena unos 100 000 km²  de Texas y Luisiana en el golfo de México. El lago tiene ribera en los condados texanos de  Jefferson y Orange, Texas, la parroquia de Cameron (LA), y la ciudad de Port Arthur, Texas.
Los asentamientos más importante en sus riberas son Port Arthur —53 818 hab.  en 2010— y Bridge City (7.840 hab.).
A ambos lados del lago se han establecido áreas protegidas: la Sabine National Wildlife Refuge, en Luisiana, y la McFaddin National Wildlife Refuge, en Texas.

## Historia
El área alrededor de la laguna está habitado desde aproximadamente 1500 años. Los europeos llegaron por primera vez en 1777, cuando los británicos al mando del capitán George Gauld reconocieron y cartografiaron el lago. Una expedición española al mando de Antonio Gil Ibarvo llegó poco después y en 1785 José Antonio de Evia cartografió el área del lago.  Aunque la salida al mar del paso Sabine era demasiado poco profunda para los buques de alta mar, la laguna era ya en el año 1800 un importante punto de comercio. Al otro lado de la laguna, Jean Lafitte  introdujo en 1810 el contrabando de esclavos a Luisiana -hoy hay leyendas de que habría dejado oro escondido en las orillas. En la década de 1830 el lago Sabine fue uncentro de contrabando, en su mayoría de esclavos. Antes de la Guerra Civil Americana vapores cargados de algodón navegaban regularmente aguas abajo hasta el lago, y los madereros flotaban sus troncos. Varias partes del lago se excavaron como parte de un sistema de canales.
En la década de 1940 en el lago se realizaron importantes campañas de búsqueda de petróleo.